# Chico Díaz
Chico Díaz, nome completo  Francisco Díaz Rocha (Città del Messico, 16 febbraio 1959), è un attore messicano naturalizzato brasiliano cinematografico e televisivo.
Ha partecipato al film Gabriela.

## Filmografia

### Cinema
- Ricchi, ricchissimi... praticamente in mutande, regia di Sergio Martino (1982)
- O Sonho não Acabou, regia di Sérgio Rezende (1982)
- Aventuras de um Paraíba, regia di Marco Altberg (1982)
- Gabriela (Gabriela, Cravo e Canela), regia di Bruno Barreto (1983)
- Parahyba Mulher Macho, regia di Tizuka Yamasaki (1983)
- Inocência, regia di Walter Lima Jr. (1983)
- Águia na Cabeça, regia di Paulo Thiago (1984)
- Quilombo, regia di Carlos Diegues (1984)
- Là dove il fiume è nero (Where the River Runs Black), regia di Christopher Cain (1986)
- Anjos do sol, regia di Rudi Lagemann (2006)
- Sonhos de Peixe, regia di Kirill Mikhanovsky (2006)
- O Amigo Invisível, regia di Maria Letícia (2006)

### Televisione
- La forza del desiderio (Força de um desejo) (1999)
- Gabriela (2012)